# XIV legislatura autonómica de Cataluña
La decimocuarta legislatura del Parlamento de Cataluña se iniciara el 10 de junio de 2024, 20 días después de la celebración de las elecciones de 2024. Durante una sesión constitutiva de la cámara que en ella tendrá lugar la elección de la o el presidenta/e, así como la del resto de la Mesa del Parlamento.

## Elecciones

### Candidaturas
En la columna de la izquierda se muestran las candidaturas. En la columna de la derecha aparecen las candidaturas nuevas y las que no obtuvieron representación parlamentaria en la anterior legislatura:
| Circunscripción | Candidatos | Otras candidaturas                                             |
| --------------- | --- | -------------------------------------------------------------- |
| Barcelona       | - PSC: Salvador Illa Roca - ERC: Pere Aragonès García - Junts+: Carles Puigdemont - Vox: Ignacio Garriga - Comuns: Jéssica Albiach - CUP-DT: Laia Estrada - Cs: Carlos Carrizosa - PPC: Alejandro Fernández | ALHORA, AC, FO, IZQP, PACMA, PCTC, PUM+J, RCERO                |
| Gerona          | - Junts+: Salvador Vergés - ERC: Laia Cañigueral - PSC: Sílvia Paneque - CUP-DT: Dani Cornellà - Vox: Alberto Tarradas                                                                                      | Comuns, Cs, PPC, ALHORA, AC, FO, PACMA, PCTC, PUM+J, RCERO     |
| Lérida          | - Junts+: Jeannine Abella - ERC: Marta Vilalta - PSC: Òscar Ordeig - CUP-DT: Bernat Lavaquiol - Vox: Rafael Villafranca                                                                                     | Comuns, Cs, PPC, ALHORA, AC, FO, FNC, PCTC, PUM+J, RCERO       |
| Tarragona       | - ERC: Raquel Sans - PSC: Rosa Maria Ibarra - Junts+: Mònica Sales - Vox: Sergio Macián - CUP-DT: Sergi Saladié - Cs: Matías Alonso - Comuns: Yolanda López                                                 | PPC, ALHORA, AC, FO, FNC, PCTC, PUM+J, RCERO, CNV, IZQP, PACMA |

### Resultado
En la siguiente tabla se muestran solo los resultados definitivos de los partidos que obtuvieron representación parlamentaria en las elecciones de 2024 por circunscripciones electorales. En el apartado "total de participación" se incluyen los votos de todas las candidaturas que se presentaron a las elecciones y, por tanto, los datos hacen referencia a todas las personas que acudieron a votar:
| \| 4 \| 6 \| 20 \| 42 \| 35 \| 15 \| 11 \| 2 \| |   |    |    |    |    |    |   |
| 4                                               | 6 | 20 | 42 | 35 | 15 | 11 | 2 |

| ← Elecciones al Parlamento de Cataluña de 2024 Resultado autonómico y por circunscripciones |              |           |          |          |             |           |           |           |             |           |        |        |             |         |        |      |             |         |        |        |             |           |           |           |           |
| Candidaturas                                                                                | Candidaturas | Cataluña  | Cataluña | Cataluña | Cataluña    |           | Barcelona | Barcelona | Barcelona   | Barcelona |        | Gerona | Gerona      | Gerona  | Gerona |      | Lérida      | Lérida  | Lérida | Lérida |             | Tarragona | Tarragona | Tarragona | Tarragona |
| Candidaturas                                                                                | Candidaturas | Votos     | %        | Esc.     | Crecimiento | Votos     | %         | Esc.      | Crecimiento | Votos     | %      | Esc.   | Crecimiento | Votos   | %      | Esc. | Crecimiento | Votos   | %      | Esc.   | Crecimiento |           |           |           |           |
|                                                                                             | PSC          | 867.014   | 27.94%   | 42       | Crecimiento | 700.463   | 29,90%    | 28        | Crecimiento | 58.036    | 19,51% | 4      | Crecimiento | 34.250  | 20,55% | 4    | Crecimiento | 80.210  | 25,43% | 6      | Crecimiento |           |           |           |           |
|                                                                                             | Junts+       | 671.417   | 21.63%   | 35       | Crecimiento | 453.407   | 19,35%    | 18        | Crecimiento | 103.752   | 34,88% | 7      | -           | 50.615  | 30,37% | 5    | -           | 67.122  | 21,28% | 5      | Crecimiento |           |           |           |           |
|                                                                                             | ERC          | 424.653   | 13.68%   | 20       |             | 313.451   | 13,38%    | 12        |             | 35.659    | 11,99% | 2      |             | 27.257  | 16,35% | 3    |             | 50.768  | 16,09% | 3      |             |           |           |           |           |
|                                                                                             | PPC          | 340.429   | 10.97%   | 15       | Crecimiento | 270.683   | 11,55%    | 11        | Crecimiento | 19.437    | 6,53%  | 1      | Crecimiento | 15.282  | 9,17%  | 1    | Crecimiento | 37.182  | 11,78% | 2      | Crecimiento |           |           |           |           |
|                                                                                             | Vox          | 246.831   | 7.95%    | 11       | -           | 187.336   | 7,99%     | 7         | -           | 18.879    | 6,34%  | 1      | -           | 10.407  | 6,24%  | 1    | -           | 31.932  | 10,12% | 2      | -           |           |           |           |           |
|                                                                                             | Comuns       | 180.455   | 5.81%    | 6        |             | 156.349   | 6,67%     | 6         |             | 9.756     | 3,28%  | 0      | -           | 3.584   | 2,15%  | 0    | -           | 12.799  | 4,05%  | 0      |             |           |           |           |           |
|                                                                                             | CUP-DT       | 127.033   | 4.09%    | 4        |             | 93.256    | 3,98%     | 3         |             | 14.714    | 4,94%  | 1      |             | 7.081   | 4,24%  | 0    |             | 12.106  | 3,83%  | 0      |             |           |           |           |           |
|                                                                                             | AC           | 117.804   | 3.79%    | 2        | Crecimiento | 67.405    | 2,87%     | 0         | -           | 26.857    | 9,03%  | 1      | Crecimiento | 12.966  | 7,78%  | 1    | Crecimiento | 11.074  | 3,51%  | 0      | -           |           |           |           |           |
|                                                                                             | C'S          | 22.322    | 0.71%    | 0        |             | 19.297    | 0,82%     | 0         |             | 961       | 0,32%  | 0      | -           | 542     | 0,32%  | 0    | -           | 1.681   | 0,53%  | 0      |             |           |           |           |           |
|                                                                                             |              |           |          |          |             |           |           |           |             |           |        |        |             |         |        |      |             |         |        |        |             |           |           |           |           |
| Otras                                                                                       | Otras        | 69.207    | 3.43%    | 0        | -           | 55.159    | 2,32%     | 0         | -           | 5.793     | 1,92%  | 0      | -           | 1.924   | 1,13%  | 0    | -           | 5.153   | 2,07%  | 0      | -           |           |           |           |           |
| Total                                                                                       | Total        | 3.148.378 | 100,00   | 135      | -           | 2.359.919 | 100,00    | 85        | -           | 300.543   | 100,00 | 17     | -           | 168.836 | 100,00 | 15   | -           | 319.080 | 100,00 | 18     | -           |           |           |           |           |

## Elección de los órganos parlamentarios
| 1ª votación - Presidencia (XV legislatura) Mayoría requerida: absoluta (68/135, 1ª votación) | 1ª votación - Presidencia (XV legislatura) Mayoría requerida: absoluta (68/135, 1ª votación) | 1ª votación - Presidencia (XV legislatura) Mayoría requerida: absoluta (68/135, 1ª votación) | 1ª votación - Presidencia (XV legislatura) Mayoría requerida: absoluta (68/135, 1ª votación) | 1ª votación - Presidencia (XV legislatura) Mayoría requerida: absoluta (68/135, 1ª votación) |
| Candidato/a                                                                                  | Partido                                                                                      | Votos 1ª                                                                                     |                                                                                              | Presidenta/e                                                                                 |
| -------------------------------------------------------------------------------------------- | -------------------------------------------------------------------------------------------- | -------------------------------------------------------------------------------------------- | -------------------------------------------------------------------------------------------- | -------------------------------------------------------------------------------------------- |
| Josep Rull                                                                                   |                                                                                              | 35                                                                                           | Ningún candidato obtiene la mayoría                                                          |                                                                                              |
| Silvia Paneque                                                                               |                                                                                              | 42                                                                                           | Ningún candidato obtiene la mayoría                                                          |                                                                                              |
| Pere Lluís Huguet Tous                                                                       |                                                                                              | 15                                                                                           | Ningún candidato obtiene la mayoría                                                          |                                                                                              |
| María García Fuster                                                                          |                                                                                              | 11                                                                                           | Ningún candidato obtiene la mayoría                                                          |                                                                                              |
| Blancos                                                                                      | Blancos                                                                                      | 30                                                                                           | Ningún candidato obtiene la mayoría                                                          |                                                                                              |
| Nulos                                                                                        | Nulos                                                                                        | 2                                                                                            | Ningún candidato obtiene la mayoría                                                          |                                                                                              |
|                                                                                              |                                                                                              |                                                                                              |                                                                                              |                                                                                              |
| Total                                                                                        | Total                                                                                        | 135                                                                                          |                                                                                              |                                                                                              |

| 2ª votación - Presidencia (XV legislatura) Mayoría requerida: candidato/a más votado | 2ª votación - Presidencia (XV legislatura) Mayoría requerida: candidato/a más votado | 2ª votación - Presidencia (XV legislatura) Mayoría requerida: candidato/a más votado | 2ª votación - Presidencia (XV legislatura) Mayoría requerida: candidato/a más votado | 2ª votación - Presidencia (XV legislatura) Mayoría requerida: candidato/a más votado |
| Candidato/a                                                                          | Partido                                                                              | Votos 1ª                                                                             |                                                                                      | Presidente                                                                           |
| ------------------------------------------------------------------------------------ | ------------------------------------------------------------------------------------ | ------------------------------------------------------------------------------------ | ------------------------------------------------------------------------------------ | ------------------------------------------------------------------------------------ |
| Josep Rull                                                                           |                                                                                      | 59                                                                                   | Josep Rull                                                                           |                                                                                      |
| Silvia Paneque                                                                       |                                                                                      | 42                                                                                   | Josep Rull                                                                           |                                                                                      |
| Blancos                                                                              | Blancos                                                                              | 32                                                                                   | Josep Rull                                                                           |                                                                                      |
| Nulos                                                                                | Nulos                                                                                | 2                                                                                    | Josep Rull                                                                           |                                                                                      |
|                                                                                      |                                                                                      |                                                                                      | Josep Rull                                                                           |                                                                                      |
| Total                                                                                | Total                                                                                | 135                                                                                  | Josep Rull                                                                           |                                                                                      |

### Elección de las Vicepresidencias
Tras la elección de la Presidencia, se procede a la elección de las dos vicepresidencias, mediante el mismo sistema que para la elección anterior. Mediante voto secreto y urna, serán elegidos los dos candidatos más votados, siendo el vicepresidente primero el que más votos consigue y el vicepresidente segundo, el que menos. En caso de empate, se procede a una segunda votación entre los candidatos empatados para dirimir el orden.
| Candidato/a            | Partido | Votos 1.ª |                    | Elegidos/as        | Elegidos/as |
| ---------------------- | ------- | --------- | ------------------ | ------------------ | ----------- |
| Raquel Sans Guerra     |         | 59        | Vicepresidente 1.º | Vicepresidente 2.º |             |
| David Pérez Ibáñez     |         | 42        | Raquel Sans Guerra | David Pérez Ibáñez |             |
| Pere Lluís Huguet Tous |         | 15        | Raquel Sans Guerra | David Pérez Ibáñez |             |
| Sergio Macián de Greef |         | 11        | Raquel Sans Guerra | David Pérez Ibáñez |             |
| Blancos                | Blancos | 6         | Raquel Sans Guerra | David Pérez Ibáñez |             |
| Nulos                  | Nulos   | 2         | Raquel Sans Guerra | David Pérez Ibáñez |             |
| Total                  | Total   | 135       | Raquel Sans Guerra | David Pérez Ibáñez |             |

### Elección de las Secretarías
Tras la elección de las Vicepresidencias, se procede a la elección de las cuatro secretarías mediante el mismo sistema que en la vicepresidencia. Mediante voto secreto y urna serán elegidos los cuatro candidatos más votados, siendo el secretario primero el que más votos consigue y el secretario cuarto, el que menos. En caso de empate, se procede a una segunda votación entre los candidatos empatados para dirimir el orden.
| Candidato/a                | Partido | Votos 1ª |                           | Elegidos/as                | Elegidos/as |
| -------------------------- | ------- | -------- | ------------------------- | -------------------------- | ----------- |
| Glòria Freixa i Vilardell  |         | 30       | Secretario 1.º            | Secretaria 2.ª             |             |
| Julià Fernàndez i Olivares |         | 29       | Glòria Freixa i Vilardell | Julià Fernàndez i Olivares |             |
| Rosa Maria Ibarra Ollé     |         | 25       | Glòria Freixa i Vilardell | Julià Fernàndez i Olivares |             |
| Judit Alcalá González      |         | 23       | Glòria Freixa i Vilardell | Julià Fernàndez i Olivares |             |
| Pere Lluís Huguet Tous     |         | 15       | Secretario 3.º            | Secretaria 4.ª             |             |
| Manuel Jesús Acosta Elías  |         | 11       | Rosa Maria Ibarra Ollé    | Judit Alcalá González      |             |
| Blancos                    | Blancos | 0        | Rosa Maria Ibarra Ollé    | Judit Alcalá González      |             |
| Nulos                      | Nulos   | 2        | Rosa Maria Ibarra Ollé    | Judit Alcalá González      |             |
|                            |         |          |                           | Judit Alcalá González      |             |
| Total                      | Total   | 135      | Rosa Maria Ibarra Ollé    | Judit Alcalá González      |             |

## Instituciones durante la XIV legislatura

### Mesa del Parlamento
| Nombre                         | Cargo                  | G.P.                | G.P.                |
| Miembros de la Mesa            | Miembros de la Mesa    | Miembros de la Mesa | Miembros de la Mesa |
| ------------------------------ | ---------------------- | ------------------- | ------------------- |
| Josep Rull Andreu              | President              |                     |                     |
| Raquel Sans Guerra             | Vicepresidenta Primera |                     |                     |
| David Pérez Ibáñez             | Vicepresidente Segundo |                     |                     |
| Glòria Freixa i Vilardell      | Secretaria Primera     |                     |                     |
| Julià Fernàndez i Olivares     | Secretario Segundo     |                     |                     |
| Rosa Maria Ibarra Ollé         | Secretaria Tercera     |                     |                     |
| Judit Alcalá González          | Secretaria Cuarta      |                     |                     |
| Fuente: Parlamento de Cataluña |                        |                     |                     |

### Grupos parlamentarios
| Grupo parlamentario            | Grupo parlamentario                            | Integrantes                            | Portavoz       | Líder               | Escaños |
| ------------------------------ | ---------------------------------------------- | -------------------------------------- | -------------- | ------------------- | ------- |
|                                | Socialistes i Units per Avançar                | Partido de los Socialistas de Cataluña | Alícia Romero  | Salvador Illa       | 42      |
|                                | Junts+Carles Puigdemont per Catalunya          | Junts+Carles Puigdemont per Catalunya  | Mònica Sales   | Albert Batet        | 35      |
|                                | Esquerra Republicana de Catalunya              | Esquerra Republicana de Catalunya      | Marta Vilalta  | Josep Maria Jové    | 20      |
|                                | Popular de Catalunya                           | Partido Popular de Cataluña            | Juan Fernández | Alejandro Fernández | 15      |
|                                | Vox en Cataluña                                | Vox                                    | Joan Garriga   | Ignacio Garriga     | 11      |
|                                | Comuns                                         | Comuns Sumar                           | David Cid      | Jéssica Albiach     | 6       |
|                                | Cantidatura d'Unitat Popular-Defensem la Terra | Candidatura de Unidad Popular          | Dani Cornellà  | Laia Estrada        | 4       |
|                                | Mixto                                          | Aliança Catalana                       | Sílvia Orriols | Sílvia Orriols      | 2       |
| Fuente: Parlamento de Cataluña |                                                |                                        |                |                     |         |

### Junta de Portavoces
| Cargo                          | Cargo                                                         | Titular                   | Lista            |
| ------------------------------ | ------------------------------------------------------------- | ------------------------- | ---------------- |
| Presidente                     | Presidente                                                    | Josep Rull i Andreu       | Junts+           |
| Vicepresidenta primera         | Vicepresidenta primera                                        | Raquel Sans Guerra        | ERC              |
| Vicepresidente segundo         | Vicepresidente segundo                                        | David Pérez Ibáñez        | PSC              |
| Secretario primero             | Secretario primero                                            | Glòria Freixa i Vilardell | Junts+           |
| Secretario segundo             | Secretario segundo                                            | Juli Fernández Olivares   | ERC              |
| Secretaria tercera             | Secretaria tercera                                            | Rosa Maria Ibarra Ollé    | PSC              |
| Secretaria cuarta              | Secretaria cuarta                                             | Judit Alcalá González     | PSC              |
| Portavoces titulares           |                                                               |                           |                  |
|                                | Portavoz del GP Socialistes i Units per Avançar               | Alícia Romero Llano       | PSC              |
|                                | Portavoz del GP de Esquerra Republicana de Catalunya          | Marta Vilalta i Torres    | ERC              |
|                                | Portavoz del GP Junts+Carles Puigdemont per Catalunya         | Mònica Sales de la Cruz   | Junts+           |
|                                | Portavoz del GP Popular de Catalunya                          | Juan Fernández            | PP               |
|                                | Portavoz del GP de VOX en Cataluña                            | Joan Garriga Doménech     | Vox              |
|                                | Portavoz del GP de Comuns                                     | David Cid Colomer         | Comuns Sumar     |
|                                | Portavoz del GP de la CUP-Defensem la Terra                   | Dani Cornellà Detrell     | CUP-DT           |
|                                | Portavoz del GP Mixto                                         | Sílvia Orriols            | Aliança Catalana |
| Portavoces adjuntos            |                                                               |                           |                  |
|                                | Portavoz adjunto del GP Socialistes i Units per Avançar       | Raúl Moreno Montaña       | PSC              |
|                                | Portavoz adjunta del GP Junts+Carles Puigdemont per Catalunya | Jeannine Abella i Chica   | Junts+           |
|                                | Portavoz adjunto del GP de Esquerra Republicana de Catalunya  | Jordi Albert i Caballero  | ERC              |
|                                | Portavoz adjunta del GP de Popular de Catalunya               | Lorena Roldán Suárez      | PP               |
|                                | Portavoz adjunto del GP de VOX en Cataluña                    | Sergio Macián de Greef    | Vox              |
|                                | Portavoz adjunta del GP Comuns                                | Susanna Segovia Sánchez   | Comuns Sumar     |
| Fuente: Parlamento de Cataluña |                                                               |                           |                  |

### Diputación Permanente
| Nombre                               | Nombre                                             | Cargo                     | G.P.                | G.P.                |
| Miembros de la Mesa                  | Miembros de la Mesa                                | Miembros de la Mesa       | Miembros de la Mesa | Miembros de la Mesa |
| ------------------------------------ | -------------------------------------------------- | ------------------------- | ------------------- | ------------------- |
| Josep Rull Andreu                    | Josep Rull Andreu                                  | President                 |                     |                     |
| Raquel Sans Guerra                   | Raquel Sans Guerra                                 | Vicepresidenta Primera    |                     |                     |
| David Pérez Ibáñez                   | David Pérez Ibáñez                                 | Vicepresidente Segundo    |                     |                     |
| Glòria Freixa i Vilardell            | Glòria Freixa i Vilardell                          | Secretaria Primera        |                     |                     |
| Julià Fernàndez i Olivares           | Julià Fernàndez i Olivares                         | Secretario Segundo        |                     |                     |
| Rosa Maria Ibarra Ollé               | Rosa Maria Ibarra Ollé                             | Secretaria Tercera        |                     |                     |
| Judit Alcalá González                | Judit Alcalá González                              | Secretaria Cuarta         |                     |                     |
| Vocales de los Grupos Parlamentarios |                                                    |                           |                     |                     |
| Grupo Parlamentario                  | Grupo Parlamentario                                | Titular                   | P.P.                | P.P.                |
|                                      | GP Socialista i Units 9 miembros (6 + 3 en Mesa)   | Judit Alcalá González     |                     |                     |
| Pol Gibert Horcas                    | GP Socialista i Units 9 miembros (6 + 3 en Mesa)   |                           |                     |                     |
| Raúl Moreno Montaña                  | GP Socialista i Units 9 miembros (6 + 3 en Mesa)   |                           |                     |                     |
| Esther Niubó Cidoncha                | GP Socialista i Units 9 miembros (6 + 3 en Mesa)   |                           |                     |                     |
| Ferran Pedret i Santos               | GP Socialista i Units 9 miembros (6 + 3 en Mesa)   |                           |                     |                     |
| Alícia Romero Llano                  | GP Socialista i Units 9 miembros (6 + 3 en Mesa)   |                           |                     |                     |
|                                      | GP Cat-Junts+ 6 miembros (4 + 2 en Mesa)           | Albert Batet i Canadell   |                     |                     |
| Josep Rius i Alcaraz                 | GP Cat-Junts+ 6 miembros (4 + 2 en Mesa)           |                           |                     |                     |
| Mònica Sales de la Cruz              | GP Cat-Junts+ 6 miembros (4 + 2 en Mesa)           |                           |                     |                     |
| Salvador Vergés i Tejero             | GP Cat-Junts+ 6 miembros (4 + 2 en Mesa)           |                           |                     |                     |
|                                      | GP Esquerra Republicana 4 miembros (2 + 2 en Mesa) | Josep M. Jové Lladó       |                     |                     |
| Marta Vilalta i Torres               | GP Esquerra Republicana 4 miembros (2 + 2 en Mesa) |                           |                     |                     |
|                                      | GP Popular 2 miembros                              | Juan Fernández Benítez    |                     |                     |
| Alejandro Fernández Álvarez          | GP Popular 2 miembros                              |                           |                     |                     |
|                                      | GP Vox 2 miembros                                  | Manuel Jesús Acosta Elías |                     |                     |
| Joan Garriga Doménech                | GP Vox 2 miembros                                  |                           |                     |                     |
|                                      | GP Comuns 1 miembro                                | David Cid Colomer         |                     |                     |
|                                      | GP CUP-DT 1 miembro                                | Laura Fernández Vega      |                     |                     |
| Fuente: Parlamento de Cataluña       |                                                    |                           |                     |                     |

### Comisiones
| Comisiones del Parlamento de Cataluña        |             |                            |                                 |                                                                             |
| Comisión                                     | Presidencia | Presidencia                | Vicepresidencia                 | Secretaría                                                                  |
| Comisiones legislativas                      |             |                            |                                 |                                                                             |
| Asuntos Institucionales                      |             | David Saldoni i de Tena    | Gisela Navarro Fuster           | Laura Vilagrà i Pons                                                        |
| Empresa y Trabajo                            |             | Jaume Giró i Ribas         | Lídia Ferré Ferré               | Laura Fernández Vega                                                        |
| Investigación y Universidades                |             | Pere Lluís Huguet Tous     | Tània Verge Mestre              | Núria Navarro Hurtado                                                       |
| Salud                                        |             | Carles Campuzano i Canadés | Ernesto Carrión Sablich         | Maite Selva i Huertas                                                       |
| Cultura                                      |             | Joan Ignasi Elena Garcia   | Carme Renedo i Puig             | Ernesto Carrión Sablich                                                     |
| Agricultura, Ganadería, Pesca y Alimentación |             | Joaquim Paladella Curto    | Josep Vidal Bringué             | Irene Negre i Estorach                                                      |
| Reglamento                                   |             | Josep Rull i Andreu        | 1.ª Raquel Sans 2.º David Pérez | 1.ª Glòria Freixa 2.º Juli Fernàndez 3.ª Rosa Maria Ibarra 4.ª Judit Alcalá |
| Unión Europea y Acción Exterior              |             | Neus Comes Pon             | Anna Navarro i Descals          | Ana Balsera i Marín                                                         |
| Educación y Formación Profesional            |             | Eva García Rodríguez       | Sònia Martínez i Juli           | Mar Besses Casanovas                                                        |
| Interior y Seguridad Pública                 |             | Ester Capella i Farré      | Mario García Gómez              | Mercè Esteve i Pi                                                           |
| Transición Ecológica                         |             | Cristòfol Gimeno Iglesias  | Dani Cornellà Detrell           | Ignasi Prat i Sarri                                                         |
| Derechos Sociales e Inclusión                |             | Noemí Nieto i Fumanal      | Jordi Viñas i Xifra             | Guillem Mateo Sellas                                                        |
| Política Lingüística                         |             | Anna Feliu i Moragues      | Guillem Sánchez Prat            | Maria Pilar Castillejo Medina                                               |
| Economía y Finanzas                          |             | Guillem Mateo Sellas       | Joan Canadell i Bruguera        | Raquel Sans Guerra                                                          |
| Deportes                                     |             | Lluís Mijoler Martínez     | Manuel Reyes López              | Mónica Ríos García                                                          |
| Igualdad y Feminismo                         |             | Sabrin Araibi Marachi      | Ennatu Domingo i Soler          | Lorena Roldán Suárez                                                        |
| Territorio y Vivienda                        |             | Joaquim Calatayud Casals   | Albert Salvadó Fernàndez        | Francesc Jesús Becerra Ramírez                                              |
| Justicia y Calidad Democrática               |             | Andrés Garcia Berrio       | Francesc de Dalmases i Thió     | Antoni Poyato Rodríguez                                                     |
| Comisiones creadas por el Reglamento         |             |                            |                                 |                                                                             |
| Estatuto de los Diputados                    |             | Judith Toronjo i Nofuentes | Vacante                         | Jordi Albert i Caballero                                                    |
| Peticiones                                   |             | Ennatu Domingo i Soler     | Andrea Zapata Alfonso           | Jordi Viñas i Xifra                                                         |
| Materias Secretas y Reservadas               |             | Josep Rull i Andreu        | Vacante                         | Ramon Espadaler Parcerisas                                                  |
| Consolidación de Textos Normativos           |             | Natàlia Fabian Corbacho    | Joaquim Calatayud Casals        | Pere Lluís Huguet Tous                                                      |
| Comisiones creadas por ley                   |             |                            |                                 |                                                                             |
| Síndico de Agravios                          |             | Najat Driouech Ben Moussa  | Concepción Jiménez Cruz         | Anna Feliu i Moragues                                                       |
| Sindicatura de Cuentas                       |             | Jordi Riba Colom           | Montse Bergés i Saura           | Sònia Martínez i Juli                                                       |
| Control de la Actuación de la CCMA           |             | Beatriz Silva Gallardo     | Montse Ortiz i Martí            | Marta Vilalta i Torres                                                      |
| Comisiones de Seguimiento                    |             |                            |                                 |                                                                             |
| Políticas de Juventud                        |             | Hugo Manchón García        | Núria Navarro Hurtado           | Rosa Jové i Montañola                                                       |
| Infancia                                     |             | Maite Selva i Huertas      | Lorena Roldán Suárez            | Beatriz Silva Gallardo                                                      |

## Elección del Presidente de la Generalitat
Luego de las elecciones autonómicas de 2024, se comenzó a especular sobre un posible nuevo tripartito entre el PSC, ERC y los Comuns. El bloque independentista, que había sumado mayoría desde 2012, no logró revalidarla en estas elecciones. La única posibilidad lógica de pacto parecía ser un tripartito para investir a Salvador Illa como presidente de la Generalidad.
Al principio, Esquerra Republicana se negó a colaborar en la investidura del líder socialista, lo cual quedó reflejado en el discurso del Coordinador Nacional de Esquerra Republicana y presidente de la Generalidad, Pere Aragonès, quien afirmó que «ERC estará en la oposición y asumiré las responsabilidades del resultado». Esto se vio agravado por varias crisis internas de ERC tras el "batacazo" electoral, que llevó a Oriol Junqueras, presidente del partido, a dimitir de todos sus cargos. También el entonces presidente de la Generalidad, Pere Aragonès, dimitió, lo que intensificó la crisis interna. Esta situación empeoró cuando se descubrió que varios carteles sobre la posibilidad de que el líder de ERC en Barcelona, Ernest Maragall, sufriera Alzheimer, fueron financiados y colgados por militantes de la propia Esquerra.
El liderazgo de ERC pasó a manos de la secretaria general, Marta Rovira, quien lideró las negociaciones tanto para la conformación de la mesa del parlamento de Cataluña como para la investidura del presidente de la Generalidad. Este último debía pasar por una consulta a las bases de Esquerra. El pacto alcanzado el 29 de julio de 2024 ponía como prioridad la soberanía fiscal de Cataluña, para que la Agencia Tributaria de Cataluña recaudara el 100% de los impuestos de los catalanes. También incluía otros temas, como la lengua catalana, que contemplaba la creación de una consejería propia de Política Lingüística, la permanencia de la consejería de Igualdad y Feminismos, un pacto nacional por la industria y la gratuidad de la educación infantil hasta los 2 años.
El día 2 de agosto de 2024 la militancia de Esquerra Republicana estaba llamada a avalar el acuerdo con el PSC. Con una participación récord del 77% las bases avalaron el pacto con el 53% de los votos y una diferencia de únicamente 550 votos del no.
Tras el pacto ERC-PSC, a Salvador Illa aún le quedaba convencer al tercer partido del tripartito, los Comuns, que fueron los que causaron la caída del gobierno de ERC al no apoyar sus presupuestos. El día 3 de agosto, los socialistas llegaron a un acuerdo con los Comuns para la investidura. El pacto incluía que el proyecto del Hard Rock de Tarragona se parase, además de un aumento en la inversión para la construcción de vivienda pública, la reducción de las listas de espera y la contratación de más profesores.

##### Sesión de Investidura
Luego de que las bases de ERC apoyaran el acuerdo con el PSC, el líder de los socialistas comunicó al presidente del parlamento, Josep Rull, que había conseguido los apoyos suficientes para ser investido presidente de la Generalidad, y este comunicó que iniciaría una ronda de consultas.
El martes 6 de agosto, el presidente del Parlamento, Josep Rull, se reunió con los líderes de los grupos parlamentarios para conocer la posición de cada grupo respecto al apoyo al socialista Salvador Illa en una sesión de investidura. Rull comenzó la ronda de contactos con Illa, continuó con ERC y su líder en el parlamento, Josep Maria Jové; la siguiente fue la líder de los Comuns, Jéssica Albiach; y a continuación, Rull recibió a Albert Batet y Mònica Sales (Junts+), Alejandro Fernández (PPC), Ignacio Garriga (Vox), Dani Cornellà (CUP) y Sílvia Orriols y Ramon Abad (Aliança Catalana).
El día de la sesión de investidura de Illa, los Mozos de Escuadra activaron un fuerte dispositivo policial alrededor del Parque de la Ciudadela para impedir la llegada de Carles Puigdemont al Parlamento, además de evitar que los manifestantes, tanto independentistas como nacionalistas españoles, pudieran increpar o atacar a algún diputado.
La sesión inicio a las 10:00 como estaba previsto y sin mayores sobresaltos donde le secretaria tercera de la mesa, Rosa Maria Ibarra Ollé leía la carta en la que el presidente del Parlamento proponía a Salvador Illa como presidente de la Generalidad a continuación el líder socialista comenzó su discurso que se estructuraba en cuatro partes en la que la primera fue un contexto actual y de los retos de la legislatura; habiendo explicado esto pasó a explicar los principales ejes de su programa de gobierno, para en tercer lugar explicar cómo llevaría a cabo estos ejes y para finalizar con unas consideraciones actuales.
Después de que el candidato a la presidencia hizo su discurso inaugural, pasó al debate con cada grupo parlamentario, en el cual cada grupo, de mayor a menor, tenía la palabra. Tras cada intervención, el socialista tenía el derecho a réplica para responder o no a las preguntas o acusaciones de cada grupo. Según el orden establecido, comenzaría el Grupo Parlamentario Junts+ en voz del diputado Albert Batet, seguido por el Grupo Parlamentario Esquerra Republicana con Josep Maria Jové. El tercer orador sería Alejandro Fernández, del Grupo Parlamentario Popular, siendo este grupo el último en tomar la palabra antes de que el presidente del Parlamento suspendiera la sesión por una hora y media.
La sesión se reanudó a las 15:15, cuando el diputado Albert Batet solicitó que se suspendiera el pleno indefinidamente, debido a que el secretario general de Junts, Jordi Turull, fue llamado a declarar por presunta "obstrucción a la justicia", ya que Turull apoyó a Carles Puigdemont en su huida de Barcelona unas horas antes. Pero esta petición fue denegada por la mesa con los votos en contra de PSC y ERC.
Después de Batet, el líder del Grupo Parlamentario Vox, Ignacio Garriga, tomó la palabra. El sexto grupo parlamentario, Comuns, liderado por Jéssica Albiach, dio un discurso breve pero directo al candidato, donde dejó claro que sus votos no serían gratis y que, en caso de que el señor Illa incumpliera, no dudarían en hacerle caer, tal como lo ayudaron a subir. El siguiente grupo fue la CUP, en voz de la comunista Laia Estrada. El penúltimo grupo en tomar la palabra fue el Grupo Mixto, con la líder de Aliança Catalana como portavoz, quien dio un discurso muy duro tanto a los partidos no independentistas como a los independentistas, acusándolos a todos de facilitar la «invasión» que sufre Cataluña, además del islamismo radical que ha dejado las «calles de Cataluña irreconocibles».
El último grupo en tomar la palabra fue el grupo del candidato (Socialistas y Unidos), donde el diputado Ferran Pedret finalizó la fase de discursos de los grupos parlamentarios.

##### Llegada de Carles Puigdemont
El líder de Junts+, Carles Puigdemont, anunció luego de los resultados de las elecciones que estaría «presente» en la investidura de cualquier candidato a la presidencia de la Generalidad, ya fuera él o Salvador Illa. El 4 de agosto de 2024, luego de que Salvador Illa le comunicara a Josep Rull que tenía los apoyos suficientes para ser investido presidente, Puigdemont anunció que regresaría a España para la investidura de Illa y acusaría a ERC si lo llegaban a detener antes de poder entrar al Parlamento de Cataluña para ejercer su papel de líder de la oposición y debatir con el candidato socialista. El día de la investidura de Salvador Illa, Puigdemont convocó a sus seguidores en el Passeig de Lluís Companys, en frente del Arco del Triunfo de Barcelona, para impedir que se le capturara. A las 9:00 de la mañana, Puigdemont llegó al Arco del Triunfo, donde lo esperaban sus seguidores. El líder de Junts+ dio un breve discurso donde finalizó con la frase «no sé cuándo nos volveremos a ver». Luego de esto, salió junto a sus seguidores hacia el Parque de la Ciudadela, donde se encuentra el Parlamento de Cataluña, pero en medio de este camino, Carles Puigdemont desapareció de las cámaras y de las fuerzas de seguridad del estado. Esta desaparición hizo que los Mozos de Escuadra activaran la fase 3 de la Operación Jaula.

##### Votación
| Candidato     | Fecha                                                    | Voto |    |    |    |    |    |   |   |   | Total  |
| ------------- | -------------------------------------------------------- | ---- | -- | -- | -- | -- | -- | - | - | - | ------ |
| Salvador Illa | 8 de agosto de 2024 Mayoría requerida: absoluta (68/135) | Sí   | 42 |    | 20 |    |    | 6 |   |   | 68/135 |
| Salvador Illa | 8 de agosto de 2024 Mayoría requerida: absoluta (68/135) | No   |    | 34 |    | 15 | 11 |   | 4 | 2 | 66/135 |
| Salvador Illa | 8 de agosto de 2024 Mayoría requerida: absoluta (68/135) | Abs. |    |    |    |    |    |   |   |   | 0/135  |
| Salvador Illa | 8 de agosto de 2024 Mayoría requerida: absoluta (68/135) | Aus. |    | 1  |    |    |    |   |   |   | 1/135  |
| Referencias:  |                                                          |      |    |    |    |    |    |   |   |   |        |

## Senadores autonómicas
| Partido político    | Partido político | Senadores                | Fecha inicio        | Fecha fin   |
| ------------------- | ---------------- | ------------------------ | ------------------- | ----------- |
|                     | PSC-PSOE         | Alfonso García Rodríguez | 31 de julio de 2024 | En el cargo |
| Núria Marín         | PSC-PSOE         | 31 de julio de 2024      | En el cargo         |             |
| Antoni Poveda       | PSC-PSOE         | 31 de julio de 2024      | En el cargo         |             |
|                     | Junts+           | Maria Teresa Pallarès    | 31 de julio de 2024 | En el cargo |
| Eduard Pujol        | Junts+           | 31 de julio de 2024      | En el cargo         |             |
| Francesc Xavier Ten | Junts+           | 31 de julio de 2024      | En el cargo         |             |
|                     | PPC              | Lorena Roldán            | 31 de julio de 2024 | En el cargo |
|                     | ERC              | Laura Castel             | 31 de julio de 2024 | En el cargo |